# IC 758
IC 758 је спирална галаксија у сазвјежђу Велики медвјед која се налази на листи објеката дубоког неба у Индекс каталогу.
Деклинација објекта је + 62° 30' 20" а ректасцензија 12h 4m 11,9s. Привидна величина (магнитуда) објекта IC 758 износи 13,4 а фотографска магнитуда 14,1. Налази се на удаљености од 23,3 милиона парсека од Сунца. IC 758 је још познат и под ознакама UGC 7056, MCG 11-15-14, CGCG 315-9, PGC 38173.